# Chubby Jackson
Greig "Chubby" Stewart Jackson (Nueva York, 25 de octubre de 1918-Rancho Bernardo, California; 1 de octubre de 2003) fue un músico estadounidense de jazz, contrabajista y director de big band.

## Historial
Comenzó aprendiendo clarinete, aunque se pasó rápidamente al contrabajo, con el que tocó en diversas orquestas de su área natal desde 1935 hasta 1943, año en que se unió a la orquesta de Woody Herman, en la que estuvo hasta 1946. Se convirtió en la columna vertebral del First Herd.
Tocó después con un gran número de músicos: entre ellos, Louis Armstrong, el pianista Raymond Scott, el violinista Jan Savitt (1907-1948), el trompetista Henry Busse (1894-1955), Charlie Barnet, Oscar Pettiford, el saxofonista tenor Charlie Ventura, Lionel Hampton, Bill Harris, Gerry Mulligan, Lennie Tristano y otros, antes de formar en 1958 su propia big band, en la que estuvieron músicos como el trompetista Ernie Royal, el trombonista Bob Brookmeyer, los saxofonistas Al Cohn y Danny Bank (1922-2010) y el pianista Marty Napoleon (n. 1921).
En las décadas de 1950 y de 1960, hizo un gran número de programas de televisión, e incluso llegó a tener uno propio. En 2000 fue incorporado al Jazz Hall of Fame. 
Su hijo, Duffy Jackson, es baterista.

## Discografía

### Como líder
- Chubby's Back! (Argo, 1957)
- Chubby Takes Over (Everest, 1958)
- I'm Entitled to You!! (Argo, 1958)
- Jazz from Then Till Now (Everest, 1958)
- Chubby Jackson Discovers Maria Marshall (Crown, 1961)

### Como acompañante
- Louis Armstrong, Town Hall Concert Plus (RCA Victor, 1957)
- Charlie Barnet, Cherokee (Everest, 1958)
- Bill Harris, Bill Harris Herd (Norgran, 1956)
- Woody Herman, The Herd Rides Again (Everest, 1958)
- Woody Herman, Hey! Heard the Herd? (Verve, 1963)
- Wooyd Herman, The 40th Anniversary Carnegie Hall Concert (RCA Victor, 1977)
- Jackie and Roy, Jackie and Roy (Regent, 1957)
- Marty Napoleon, Marty Napoleon and His Music (Stere-o-Craft, 1958)
- Flip Phillips, A Melody from the Sky (Bob Thiele, 1975)
- Charlie Ventura, Jumping with Ventura (EmArcy, 1955)
- Charlie Ventura, East of Suez (Regent, 1958)
- Ben Webster, Ben and the Boys Jazz Archives, 1976)